# Museu da Geodiversidade
O Museu da Geodiversidade é um museu dedicado a expor a história do planeta Terra e da vida nele existente. Foi criado em dezembro de 2008. Está instalado no Bloco F do número 274 da avenida Athos da Silveira Ramos, na Cidade Universitária da Universidade Federal do Rio de Janeiro, na cidade do Rio de Janeiro, no estado do Rio de Janeiro, no Brasil.

## História
O acervo do museu se iniciou com a transferência da corte portuguesa para o Brasil em 1808. Dom João trouxe, consigo, uma coleção mineralógica que passou a fazer parte do Gabinete Mineralógico da Academia Real Militar. Posteriormente, essa coleção passou a fazer parte do Museu de Mineralogia, inicialmente instalado no prédio do Instituto de Filosofia e Ciências Sociais da Universidade Federal do Rio de Janeiro no Largo de São Francisco de Paula. Com a transferência do Instituto de Geociências da Universidade Federal do Rio de Janeiro para a ilha do Fundão, o Museu de Mineralogia o acompanhou. Em dezembro de 2008, em comemoração aos cinquenta anos da criação do primeiro curso de geologia no Rio de Janeiro, o Museu de Mineralogia se transformou no Museu da Geodiversidade.

## Horário
O museu está aberto de segunda a sexta, das nove às dezessete horas. A entrada é franca.